# Operace Bouře
Operace Bouře (srbochorvatsky Operacija Oluja, Oпeрaциja Oлуja) byla posledním velkým střetnutím Chorvatské války za nezávislost, jež byla součástí jugoslávských válek. Byla rozhodujícím vítězstvím Chorvatské armády (HV) která zaútočila na frontě dlouhé 630 kilometrů proti silám Republiky Srbská Krajina. Chorvatská armáda byla podporována chorvatskou speciální policií postupující z pohoří Velebit a Armádou republiky Bosna a Hercegovina (ARBiH) v bihačské kapse v zátylku Armády Republiky Srbská Krajina (ARSK). Bitva byla zahájena k obnovení chorvatské kontroly nad 10 400 km² území reprezentujícím 18,4 % rozlohy státu, šlo tak o největší evropskou pozemní operaci mezi druhou světovou válkou a rusko-ukrajinskou válkou. Operace Bouře zahájená za úsvitu 4. srpna 1995 byla prohlášena za dokončenou 7. srpna i přes to, že významné vyčišťovací operace proti ohniskům odporu trvaly až do 14. srpna.

## Strany
Během operace Bouře se proti sobě postavily Chorvatská armáda (HV) a Armáda Republiky srbská Krajina (SVK). Na chorvatské straně se boje zúčastnil také 5. sbor Armády BiH; kromě toho Chorvatům zpravodajsky a poradensky pomohly USA. Jugoslávská armáda na chorvatský útok nijak nereagovala, přičemž samotná srbská separatistická armáda vážněji zasáhla pouze 7. srpna, když ze vzduchu napadla chorvatské obranné pozice při řece Sávě u měst Kutina, Virovitica, Požega a Županija. Zbývající vojenské síly SVK ve východní Slavonii se na probíhajících bojích nijak nepodílely.

## Průběh
Operace Bouře byla strategickým vítězstvím jak v Chorvatské válce za nezávislost, tak nepřímo také v bosenské válce. Uvolnění obležení města Bihać se HV, Chorvatská rada obrany (HVO) a ARBiH ocitly v pozici, kdy mohly změnit rovnováhu vojenských sil v Bosně a Hercegovině během následující operace Mistral 2. Operaci umožnily zisky HV a HVO v průběhu Operace Léto 95, kdy byly získány strategické pozice z nichž bylo možné rychle obsadit Knin, stejně jako pokračující výcvik a vyzbrojování HV od počátku války za chorvatskou nezávislost, kdy byla Republika Srbská krajina vytvořena srbským povstáním a intervencí Jugoslávské lidové armády (JNA). Samotnou operaci předcházela neúspěšná mírová operace OSN a diplomatická snaha uklidnit konflikt.
Úspěch HV během operace byl výsledkem série zlepšení samotné HV a zásadních průlomů v ARSK následně využitých HV a ARBiH. Útok nebyl ihned úspěšný ve všech bodech, ale obsazení klíčových pozic vedlo ke kolapsu velitelské struktury ARSK a celkové ztrátě schopnosti obrany území. HV obsadila Bosansko Grahovo těsně před začátkem operace a speciální policejní síly pak postupovaly k městu Gračac, což prakticky znemožnilo Srbům obranu Kninu. V kraji Lika (jižní část Krajiny) HV rychle izolovala ohniska odporu, připravila mobilní jednotky k rozhodujícímu tažení na sever směrem ke Karlovaci a zatlačila ARSK k oblasti Banoviny. Porážka ARSK po náročné obraně Gliny a Petrinji vedla k obklíčení 11. slavonsko-baranjského sboru ARSK v Banovině. Republika Srbská Krajina spoléhala na Republiku srbskou a jugoslávské ozbrojence jako svou strategickou rezervu.[zdroj⁠?!]
HV a speciální policejní oddíly měly 174–211 mrtvých nebo pohřešovaných, zatím co ARSK měla 560 mrtvých vojáků. Čtyři příslušníci mírové mise OSN byli zabiti. Během chorvatského ostřelování pozorovacího stanoviště („tanga“) T-23 „Repetitor“ poblíž vesnice Ljubovo na silnici D25, která vede z Korenice do Lički Osik, zahynuli také dva čeští vojáci: čet. Petr Valeš a rtm. Luděk Zeman – a další čeští vojáci byli zraněni. HV zajalo 4 000 válečných zajatců. Počet srbských civilních obětí je předmětem sporu. Chorvatské zdroje tvrdí, že obětí bylo 214, zatímco srbské zdroje mluví o 1 192 zabitých nebo pohřešovaných civilistech. Během a po ofenzivě opustilo oblast 150 000–200 000 Srbů, tedy téměř celá předválečná srbská populace oblasti. Došlo též k řadě zločinů proti civilistům. Mezinárodní trestní tribunál pro bývalou Jugoslávii později zahájil proces s chorvatskými generály Ante Gotovinou, Ivanem Čermákem a Mladenem Markačem obviněnými z válečných zločinů a zapojení do zločinného spolčení s cílem vyhnat srbskou populaci z chorvatského území; všichni však byli nakonec zproštěni viny.